# Coenosia cilita
Coenosia cilita är en tvåvingeart som beskrevs av Willi Hennig 1961. Coenosia cilita ingår i släktet Coenosia och familjen husflugor. Inga underarter finns listade i Catalogue of Life.